# President’s Trophy 2023/24
Die President’s Trophy 2023/24 war die 50. Saison des nationalen First-Class-Cricket-Wettbewerbes in Pakistan. Der Sui Northern Gas Pipelines Limited gewann das Finale gegen den Water and Power Development Authority mit 519 Runs und dadurch den Titel.

## Format
Am Wettbewerb nahmen sieben Mannschaften teil die in einer Gruppe jeder gegen jeden einmal spielte. Dabei wurde First-Class-Cricket unter speziellen Regeln gespielt – der erste Innings wurde auf 80 Overs begrenzt, während nur der zweite Innings ohne Beschränkungen ausgespielt wurde. Für einen Sieg erhielt ein Team zunächst 12 Punkte; sollte eine Mannschaft das Spiel gewinnen, nachdem sie im Rückstand nach dem ersten Innings sind, gibt es neun Punkte, während der Verlierer drei Punkten erhält. Sollte kein Ergebnis erreicht werden und das Spiel in einem Remis enden, zählen die Resultate nach dem ersten Innings. Dabei gibt es drei Punkte für einen Sieg, und einen Punkte für ein Unentschieden oder No Decision und keinen im Fall einer Niederlage. Zusätzlich gibt es Bonuspunkte für Batting und Bowling. Die beiden Bestplatzierten qualifizieren sich für das Finale.

## Vorrunde
Tabelle
| Teams                       | Sp. | S | N | U | R | WLF | LWF | DWF | DLF | ND | Bat | Bwl | Punkte |
| --------------------------- | --- | - | - | - | - | --- | --- | --- | --- | -- | --- | --- | ------ |
| WPDA                        | 6   | 4 | 1 | 0 | 0 | 1   | 0   | 0   | 0   | 0  | 1   | 4   | 62     |
| SNGPL                       | 6   | 4 | 1 | 0 | 0 | 0   | 0   | 1   | 0   | 0  | 2   | 4   | 57     |
| State Bank of Pakistan      | 6   | 3 | 2 | 0 | 0 | 1   | 0   | 0   | 0   | 0  | 1   | 4   | 50     |
| Ghani Glass                 | 6   | 3 | 1 | 0 | 0 | 0   | 1   | 0   | 1   | 0  | 1   | 4   | 44     |
| Pakistan Television         | 6   | 1 | 3 | 0 | 0 | 1   | 1   | 0   | 0   | 0  | 1   | 2   | 27     |
| Khan Research Labitories    | 6   | 1 | 3 | 0 | 0 | 1   | 1   | 0   | 0   | 0  | 1   | 1   | 26     |
| Higher Education Commission | 6   | 0 | 5 | 0 | 0 | 0   | 1   | 0   | 0   | 0  | 1   | 3   | 7      |

Spiele
| 16. – 19. Dezember Scorecard | Karatschi | SNGPL 371-7 (80) & 290-7d (67.3) | – | Ghani Glass 253 (75.2) & 300-6 (96) |
|                              |           | Remis                            |   |                                     |

| 16. – 19. Dezember Scorecard | Karatschi | Pakistan Television 66 (26.2) & 339 (81.3)    | – | State Bank of Pakistan 358-7 (80) & 48-0 (6.1) |
|                              |           | State Bank of Pakistan gewinnt mit 10 Wickets |   |                                                |

| 16. – 19. Dezember Scorecard | Karatschi | WPDA 322-6 (80) & 238 (90.2) | – | Khan Research Labitories 274-8 (80) & 238 (71.3) |
|                              |           | WPDA gewinnt mit 48 Runs     |   |                                                  |

| 22. – 25. Dezember Scorecard | Karatschi | Ghani Glass 363-7 (80) & 79 (26.2)            | – | Khan Research Labitories 320-8 (80) & 123-9 (35.2) |
|                              |           | Khan Research Labitories gewinnt mit 1 Wicket |   |                                                    |

| 22. – 25. Dezember Scorecard | Karatschi | Higher Education Commission 327-7 (80) & 283 (67) | – | WPDA 391-4 (80) & 221-6 (79.2) |
|                              |           | WPDA gewinnt mit 4 Wickets                        |   |                                |

| 22. – 25. Dezember Scorecard | Karatschi | Pakistan Television 317 (79.2) & 189 (49.1) | – | SNGPL 424-7 (80) & 85-2 (21) |
|                              |           | SNGPL gewinnt mit 8 Wickets                 |   |                              |

| 28. – 31. Dezember Scorecard | Karatschi | Ghani Glass 319-9 (80) & 219-3 (50.1) | – | Pakistan Television 128 (36.2) & 309 (96.4) (f/o) |
|                              |           | Ghani Glass gewinnt mit 7 Wickets     |   |                                                   |

| 28. – 31. Dezember Scorecard | Karatschi | Khan Research Labitories 411-7 (80) & 401-9d (79) | – | Higher Education Commission 379-8 (80) & 313 (73.2) |
|                              |           | Khan Research Labitories gewinnt mit 120 Runs     |   |                                                     |

| 28. – 31. Dezember Scorecard | Karatschi | State Bank of Pakistan 170 (59.1) & 257 (89.4) | – | SNGPL 305-8 (80) & 127-4 (46) |
|                              |           | SNGPL gewinnt mit 6 Wickets                    |   |                               |

| 3. – 6. Januari Scorecard | Karatschi | Khan Research Labitories 281-9 (80) & 299 (102.2) | – | SNGPL 349-7 (80) & 235-2 (54.4) |
|                           |           | SNGPL gewinnt mit 8 Wickets                       |   |                                 |

| 3. – 6. Januari Scorecard | Karatschi | Ghani Glass 221 (67.5) & 446-8d (100.3) | – | Higher Education Commission 189 (38.5) & 317 (67) |
|                           |           | Ghani Glass gewinnt mit 161 Runs        |   |                                                   |

| 3. – 6. Januari Scorecard | Karatschi | WPDA 140 (43.1) & 122 (40.2)                 | – | State Bank of Pakistan 222 (66.5) & 43-1 (7.1) |
|                           |           | State Bank of Pakistan gewinnt mit 9 Wickets |   |                                                |

| 9. – 12. Januari Scorecard | Karatschi | WPDA 328-6 (80) & 330-5d (98) | – | SNGPL 292 (73.3) & 222 (95.5) |
|                            |           | WPDA gewinnt mit 144 Runs     |   |                               |

| 9. – 12. Januari Scorecard | Karatschi | Khan Research Labitories 269 (78.3) & 169 (58.2) | – | State Bank of Pakistan 194 (58.3) & 248-6 (82.5) |
|                            |           | State Bank of Pakistan gewinnt mit 4 Wickets     |   |                                                  |

| 9. – 12. Januari Scorecard | Karatschi | Pakistan Television 216 (52) & 421 (102.4) | – | Higher Education Commission 231-8 (80) & 197 (46.4) |
|                            |           | Pakistan Television gewinnt mit 209 Runs   |   |                                                     |

| 15. – 18. Januari Scorecard | Karatschi | WPDA 212 (60.1) & 366-4d (70.1) | – | Ghani Glass 60 (25.5) & 224 (57.1) |
|                             |           | WPDA gewinnt mit 294 Runs       |   |                                    |

| 15. – 18. Januari Scorecard | Karatschi | Higher Education Commission 95 (38.4) & 235 (73.4) | – | State Bank of Pakistan 307-5 (80) & 24-0 (5.3) |
|                             |           | State Bank of Pakistan gewinnt mit 10 Wickets      |   |                                                |

| 15. – 18. Januari Scorecard | Karatschi | Pakistan Television 360-8 (80) & 336-7d (76.1) | – | Khan Research Labitories 271 (71.1) & 270 (61.1) |
|                             |           | Pakistan Television gewinnt mit 155 Runs       |   |                                                  |

| 21. – 24. Januari Scorecard | Karatschi | Pakistan Television 146 (39.4) & 202 (57) | – | WPDA 124 (34.1) & 227-7 (41) |
|                             |           | WPDA gewinnt mit 3 Wickets                |   |                              |

| 21. – 24. Januari Scorecard | Karatschi | State Bank of Pakistan 278 (70.4) & 179 (43.3) | – | Ghani Glass 282-9 (80) & 179-8 (49.1) |
|                             |           | Ghani Glass gewinnt mit 2 Wickets              |   |                                       |

| 21. – 24. Januari Scorecard | Karatschi | SNGPL 279 (77.4) & 351-5d (78) | – | Higher Education Commission 257 (72) & 264 (76.1) |
|                             |           | SNGPL gewinnt mit 109 Runs     |   |                                                   |

## Finale
| 9. – 13. Februar Scorecard | Karatschi | SNGPL 479-7 (80) & 346-8d (82) | – | WPDA 140 (34.4) & 166 (32) |
|                            |           | SNGPL gewinnt mit 519 Runs     |   |                            |